# 倉野磨崖仏

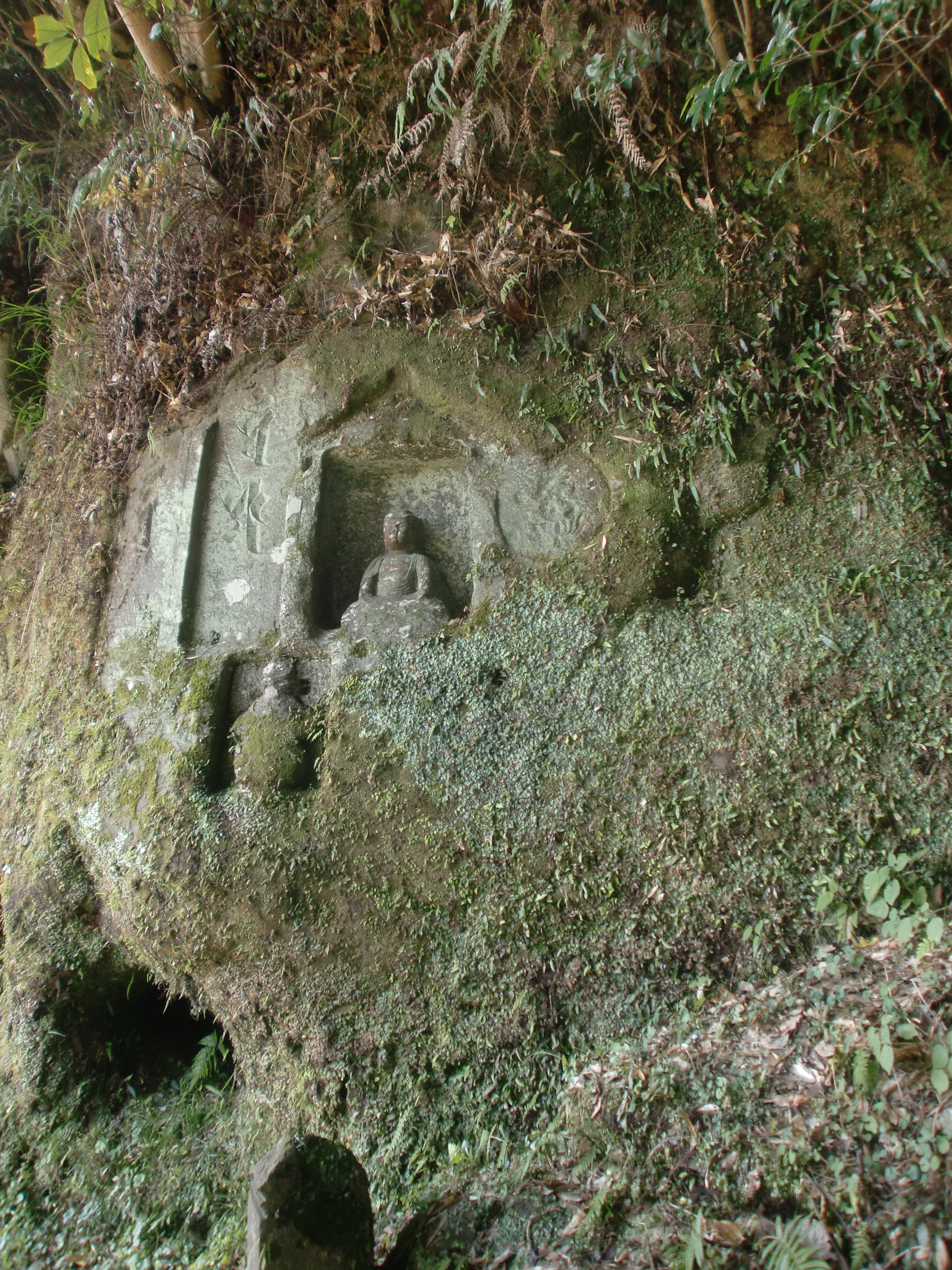
倉野磨崖仏

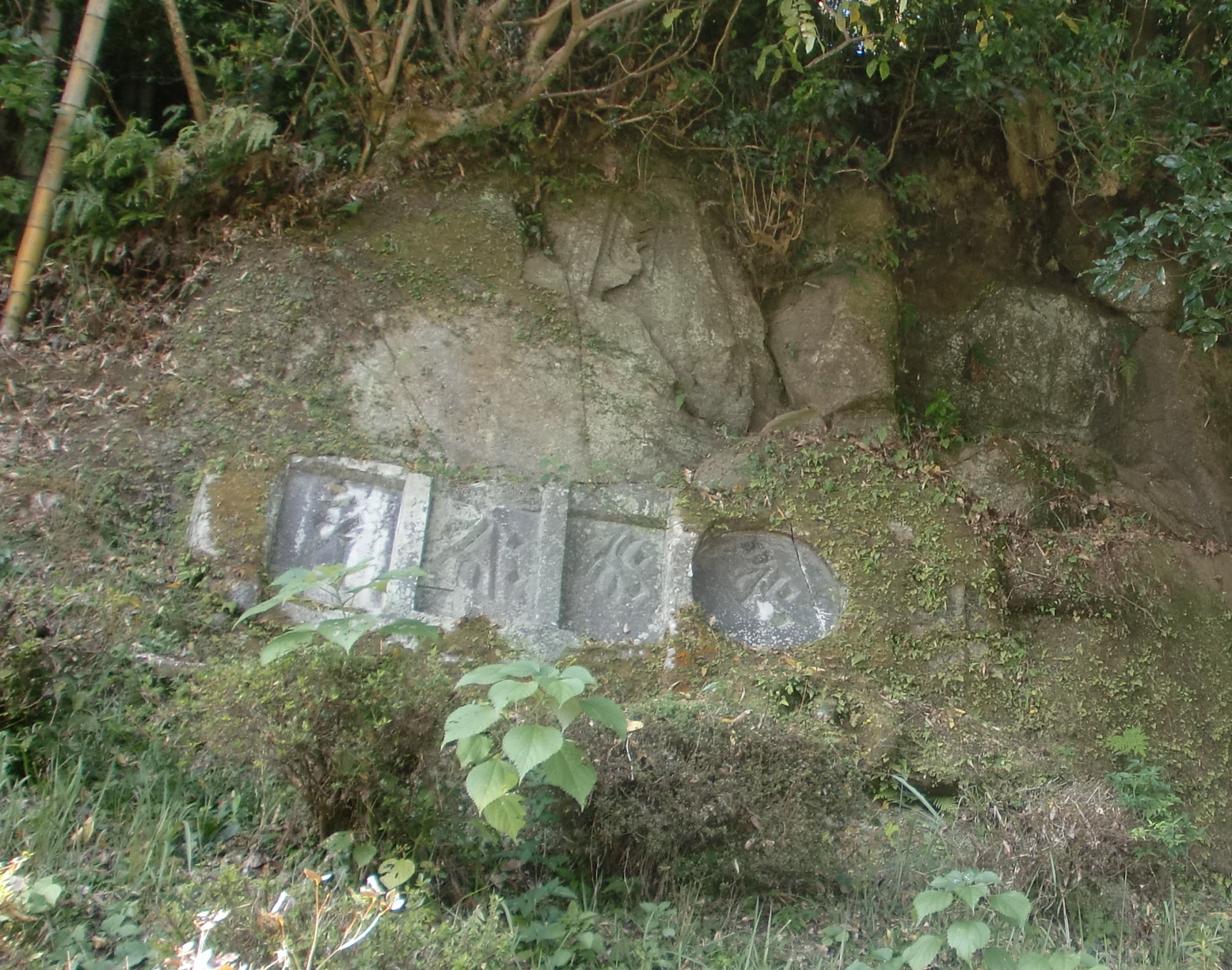
梵字が書かれた石碑

倉野磨崖仏（くらのまがいぶつ）は鹿児島県薩摩川内市樋脇町倉野字木下にある仏教遺跡。鹿児島県指定史跡。
倉野の地は薩摩国有力国人入来院氏の分家である倉野氏が領した場所で、倉野氏の菩提寺・瑞泉庵（廃寺）に付帯する施設であったと考えられている。
鎌倉時代末期頃製作と推測される仏像や梵字の石刻が10m四方に渡って散在している。大日如来をあらわす「オーンク」と呼ばれる梵字は日本最古の物であり、唯一現存しているものである。